# Werner Strenger
Werner Strenger (* 9. Juli 1969 in Graz) ist ein österreichischer Schauspieler und Universitätsprofessor für Schauspiel und Vizerektor an der Universität für Musik und darstellende Kunst Graz.

## Leben
Werner Strenger verbrachte Kindheit und Jugend in Graz und besuchte das Akademische Gymnasium, wo er 1987 maturierte. Von 1988 bis 1992 studierte er in Graz Schauspiel an der Hochschule für Musik und darstellende Kunst. Seine künstlerische Tätigkeit führte ihn nach Deutschland, in die Niederlande und in die Schweiz. Als Hochschullehrer war er zunächst an der Folkwang Universität der Künste Essen tätig und lehrt seit 2013 als Professor der Universität für Musik und darstellende Kunst Graz. Werner Strenger ist verheiratet und Vater von drei Kindern.

## Theater
Werner Strenger war von 1992 bis 1997 am Tiroler Landestheater Innsbruck engagiert. Von 1997 bis 2004 folgte ein Engagement am Deutschen Theater Göttingen. Danach stand er von 2004 bis 2007 am Schlosstheater Moers, von 2007 bis 2010 am Schauspiel Essen und von 2010 bis 2013 am Schauspielhaus Bochum im Engagement. In dieser Zeit spielte er auch als Gast an der Toneelgroep Amsterdam und an der Veenfabriek Leiden in den Niederlanden. Ab 2013 gastierte er als freischaffender Schauspieler an der Veenfabriek Leiden, am Schlosstheater Moers, Schauspielhaus Bochum, Schauspielhaus Graz, am Davos Festival / Ernst-Ludwig-Kirchner-Museum Davos, an der Volksbühne Berlin und am Volkstheater Wien. Am Schlosstheater Moers war Werner Strenger wesentlich an Arbeiten der künstlerischen Forschung zu Themen der social diversity beteiligt. Werner Strenger arbeitete unter anderem mit den Regisseurinnen und Regisseuren David Bösch, Nuran David Calis, Peter Carp, Ulrich Greb, Volker Hesse, Paul Koek, Sebastian Nübling,  Bernadette Sonnenbichler, Lily Sykes, Katharina Thalbach, Kay Voges, Roger Vontobel und Anselm Weber zusammen.

## Hochschule
Zeitgleich zu seinen Engagements am Schauspiel Essen und am Schauspielhaus Bochum war Werner Strenger von 2008 bis 2013 Dozent an der Folkwang Universität der Künste in Essen. Seit 2013 ist er Professor für Schauspiel an der Universität für Musik und darstellende Kunst in Graz. Er war bis Februar 2024 Vorstand des Instituts für Schauspiel. Seit 1. März 2024 gehört er dem Rektorat dieser Universität als Vizerektor für Kunst und Entwicklung und Erschließung der Künste an. Er beschäftigt sich zentral mit dem Phänomen der performativen Handlung als grundlegendem Werkstoff der Schauspielkunst. Er ist Mitglied am Zentrum für Genderforschung der Universität.

## Rollen (Auswahl)
Zu den bekannten Schauspielrollen, die Werner Strenger spielte, zählen unter anderem: 
- Agamemnon, in Die Orestie von Aischylos (Essen 2008/09)
- Ahab, in Moby Dick nach Herman Melville (Leiden[10] und Bochum 2012/13)
- Burleigh, in Maria Stuart von Friedrich Schiller (Göttingen 2000/01)
- Guiche, in Cyrano de Bergerac von Edmond Rostand (Bochum 2010/11)
- Hamlet, in Hamlet von William Shakespeare (Moers 2004/05)
- Hamm, in Endspiel von Samuel Beckett (Innsbruck 1996/97)
- Innstetten, in Effi Briest nach Theodor Fontane (Essen 2008/09 und Bochum 2010/11)
- Kulygin, in Drei Schwestern von Anton Tschechow (Göttingen 1999/2000 und Bochum 2011/12)
- Pastor Manders, in Gespenster von Henrik Ibsen (Moers 2005/06)
- Mitch, in Endstation Sehnsucht von Tennessee Williams (Göttingen 1997/98 und Essen 2007/08)
- Nathan, in Nathan der Weise von Gotthold Ephraim Lessing (Graz 2017/18)[11]
- Orest, in Elektra von Hugo von Hofmannsthal (Göttingen 2000/01)
- Orgon, in Tartuffe von Moliere (Essen 2007/08)
- Othello, in Othello von William Shakespeare (Moers 2013/14)
- Ruprecht, in Der zerbrochne Krug von Heinrich von Kleist (Göttingen 1998/99)
- Saturnin, in Anatomie Titus Fall of Rome von Heiner Müller (Göttingen 2002/03 und Essen 2007/08)
- Peter Stockmann, in Ein Volksfeind von Henrik Ibsen (Göttingen 2002/03)
- Graf Wetter vom Strahl, in Das Käthchen von Heilbronn von Heinrich von Kleist (Innsbruck 1995/96)
- Tartuffe, in Tartuffe von Moliere (Innsbruck 1994/95)
- Woyzeck, in Woyzeck von Georg Büchner (Göttingen 1997/98 und Moers 2006/07)
- Zangler, in Einen Jux will er sich machen von Johann Nestroy (Graz 2018/19)[12]

Außerdem wirkte Werner Strenger an mehreren künstlerischen Forschungsprojekten zu gesellschaftlichen Themen mit.

## Preise und Auszeichnungen
- Würdigungspreis des Bundesministeriums für Wissenschaft und Forschung 1992[3]
- Förderpreis der Freunde des Tiroler Landestheaters 1994/95[16]
- mehrfache Nominierung für die beste Darstellerleistung in Nordrhein-Westfalen[3]
- Nestroy-Theaterpreis 2021 für "dritte republik (eine vermessung)" von Thomas Köck am Schauspielhaus Graz (Mitwirkung als Schauspieler)[17]